# Gudja
Gudja (officiële naam Il-Gudja; in het verleden ook wel Bir Miftuħ genoemd) is een plaats en gemeente op het eiland Malta met een inwoneraantal van 2.901 (november 2005). De plaats is gelegen op en kleine heuvel ten zuiden van de hoofdstad Valletta.
In Gudja bevindt zich het Palazzo Bettina, een paleis waarvan wordt gezegd dat Napoleon er verbleef tijdens diens korte verblijf op Malta in de tijd dat Malta onder Frans bestuur viel.
De kerk van Gudja, die de enige van Malta is met drie klokkentorens, is gewijd aan Maria-Tenhemelopneming. Tevens bevindt zich in het dorp een 500 jaar oude kapel genaamd Bir Miftuħ (Maltees voor “open bron”).
De jaarlijkse festa ter ere van Maria-Tenhemelopneming wordt gevierd op 15 augustus. Twee andere dorpsfeesten ter ere van Maria worden gevierd op de eerste en de laatste zondag van oktober.